# Diego Chitzoff
Diego Martín Chitzoff (Villa Gobernador Gálvez, Santa Fe, Argentina, 4 de abril de 1980) es un exfutbolista argentino que jugaba como lateral derecho. Inició su carrera en primera división en el año 1999. Durante su carrera logró varios ascensos a diversas categorías del fútbol argentino. Total de partidos jugados: 335.

## Club
| Club                        | País      | Año         |
| --------------------------- | --------- | ----------- |
| Ferrocarril Oeste           | Argentina | 1998        |
| Tiro Federal Argentino      | Argentina | 1999 - 2003 |
| Colón de Santa Fe           | Argentina | 2003 - 2004 |
| Tiburones Rojos de Veracruz | México    | 2004 - 2006 |
| Colón de Santa Fe           | Argentina | 2006 - 2009 |
| Rosario Central             | Argentina | 2009 - 2011 |
| Gimnasia de Jujuy           | Argentina | 2011 - 2012 |
| Talleres de Córdoba         | Argentina | 2012 - 2014 |
| Tiro Federal                | Argentina | 2015        |